# Victoria (Colombie-Britannique)
Pour les articles homonymes, voir Victoria.
Victoria est la capitale de la province de la Colombie-Britannique au Canada. Elle possède le statut de cité (city).
La capitale se trouve à la pointe sud de l'île de Vancouver et a été fondée par la Compagnie de la Baie d'Hudson. La cité est nommée ainsi du nom de la reine Victoria.
Comme ce fut le cas du fort Victoria, la cité devint le centre du commerce des fourrures dans les régions de l'Ouest du Canada. À l'origine, il s'agit d'une région habitée par des Salish de la côte, grand groupe d'ethnies autochtones au Nord-Ouest des États-Unis et en Colombie-Britannique. La cité se distingue par la présence de l'édifice du Parlement provincial.
La zone métropolitaine de la capitale du district régional comprend la municipalité proprement dite, Victoria (85 792 habitants en 2016), ainsi que douze autres municipalités, qui font ensemble 367 770 habitants. C'est la deuxième zone métropolitaine de la Colombie-Britannique après Vancouver, ainsi que la quinzième du Canada en 2016.

## Situation
Victoria se situe à la pointe sud de l'île de Vancouver, la plus grande île de la Côte Ouest de l’Amérique du Nord, et donne une vue sur le détroit de Juan de Fuca, qui marque également la frontière avec les États-Unis. La cité est nichée entre la côte ouest du continent et la côte nord de la péninsule Olympique de l’État de Washington.
Au sud de la municipalité se trouve la borne kilométrique 0 qui marque le début de la route Transcanadienne.
Le district d'Esquimalt est la base de la flotte du Pacifique des Forces canadiennes.

## Histoire
Les premiers habitants de cette région étaient les peuples des Premières Nations. Ils sculptaient de longues planches pour fabriquer des maisons et des totems.

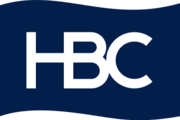
La Compagnie de la Baie d’Hudson est à l'origine de la ville de Victoria.

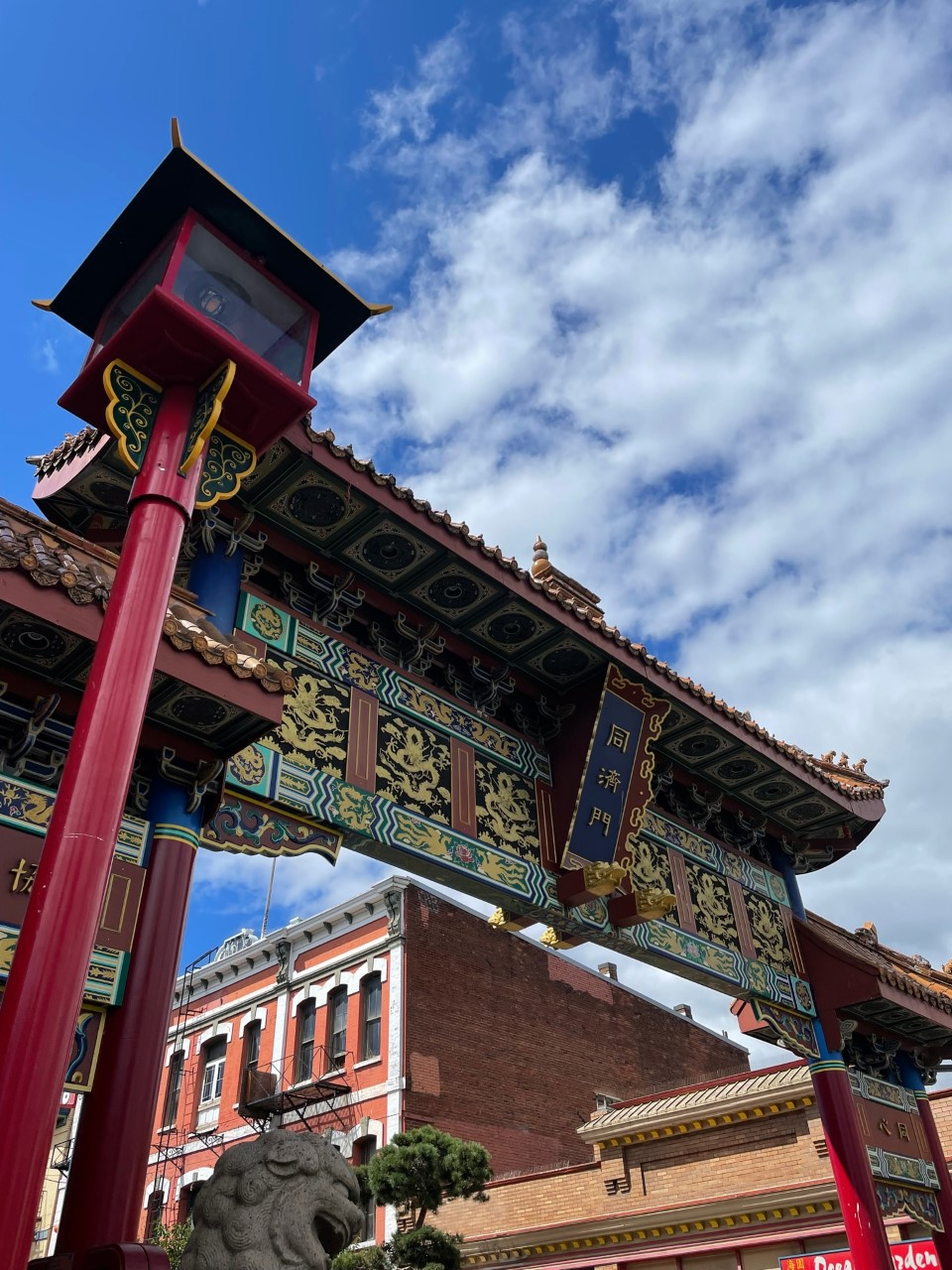
Le petit quartier chinois dans la ville de Victoria.

Avant l'arrivée des navigateurs européens à la fin du XVIIIe siècle, la région de Victoria abritait plusieurs communautés de peuples côtiers salish, dont les Songhees. Les Espagnols et les Britanniques ont entrepris l'exploration de la côte nord-ouest du Pacifique en commençant par les expéditions de Juan José Pérez Hernández en 1774 et de James Cook en 1778. Bien que la région de Victoria, dans le détroit de Juan de Fuca, n'ait pas été explorée avant 1790, des marins espagnols ont visité le port d'Esquimalt, juste à l'ouest de Victoria, en 1790, 1791 et 1792.
En 1841, le négociant en fourrures James Douglas fut chargé par la Compagnie de la Baie d'Hudson d'établir un poste de traite à l'extrémité sud de l'île de Vancouver, sur la recommandation de George Simpson, au cas où Fort Vancouver tomberait aux mains des Américains à la suite des différends concernant le territoire de l'Oregon. Douglas fonda le Fort Albert sur le site de l'actuelle Victoria en prévision du traité de l'Oregon de 1846, qui étendait la frontière britannique en Amérique du Nord le long du 49e parallèle, des montagnes Rocheuses au détroit de Géorgie. 
Établie en tant que station commerciale de la Compagnie de la Baie d'Hudson sur un site initialement appelé Camosun (le mot autochtone était camosack, signifiant "ruée vers l'eau"), d'abord connue sous le nom de Fort Albert, la colonie a été rebaptisée Fort Victoria en novembre 1843, en l'honneur de la reine Victoria. Les Songhees ont alors établi un village en face du port du fort. Le village des Songhees a ensuite été déplacé au nord d'Esquimalt en 1911.
Les Britanniques firent de Fort Victoria un centre d'activité important et la municipalité fut bâtie tout autour. Après la découverte d'or sur le continent de la Colombie-Britannique en 1858, Victoria devint le port, la base d'approvisionnement et le centre d'équipement des mineurs sur la route des régions aurifères Cariboo. En 1866, lorsque l'île fut politiquement rattachée au continent, Victoria resta la capitale de la colonie puis de la province en 1871.

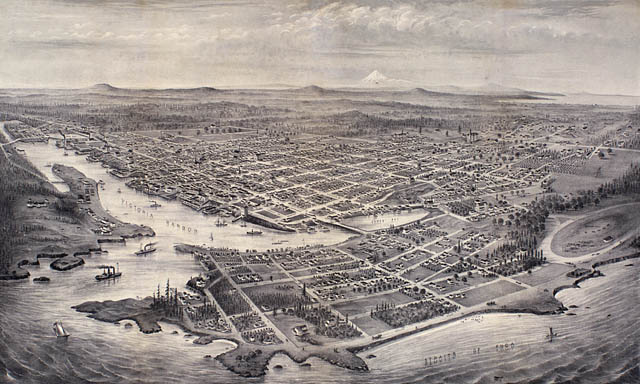
Vue à vol d'oiseau de Victoria en 1878.

## Victoria, capitale provinciale

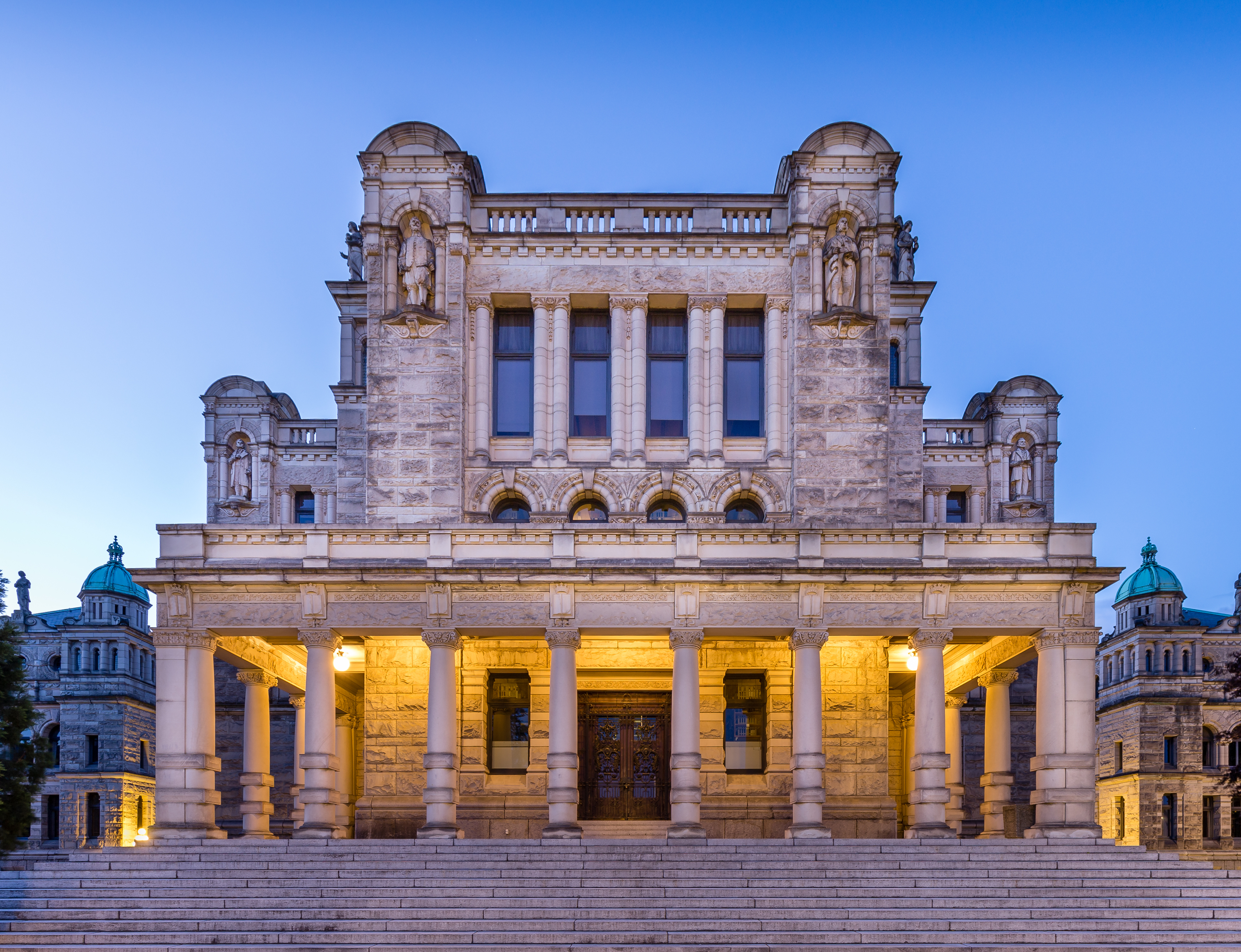
Autre vue de l'assemblée législative de Victoria. (juin 2018).

Victoria commença à accueillir le gouvernement à partir de 1849, dans la colonie de l'Île de Vancouver. Par la suite, la colonie devint le 6 août 1866 la colonie de la Colombie-Britannique et Victoria demeura la capitale de la nouvelle entité. Enfin, lorsque la province canadienne de la Colombie-Britannique fut créée en 1871, Victoria demeura la capitale du nouveau territoire,.
L'édifice actuel de l'Assemblée législative de Colombie-Britannique qui siège à Victoria (capitale provincale) fut construit à la fin des années 1890 afin de consolider le rôle politique de la ville de Victoria. L'architecte de l'édifice est l'Anglais Francis Mawson Rattenbury. L'année officielle de l'inauguration de l’actuelle assemblée législative de Colombie-Britannique est 1898,.

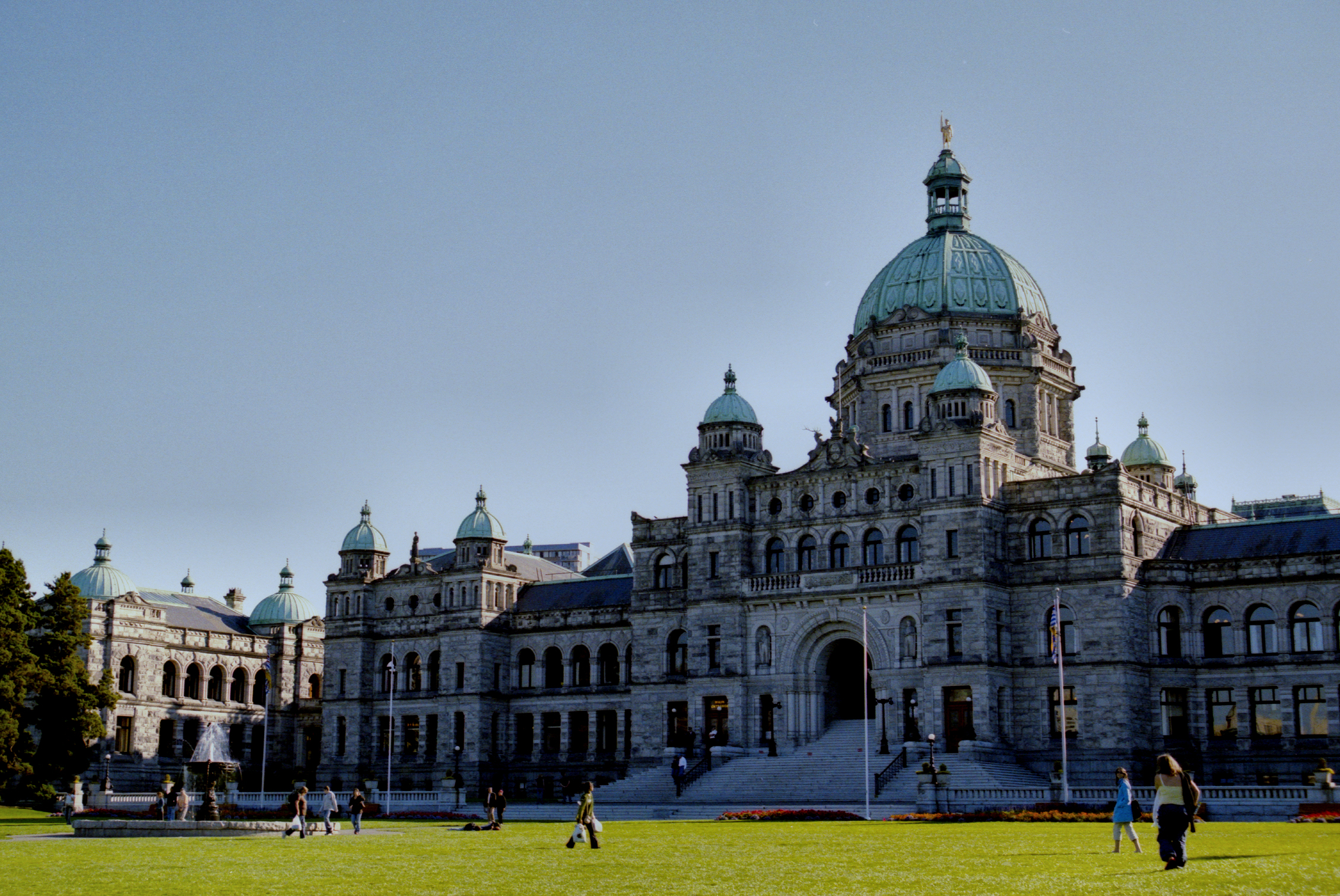
L'édifice de l'Assemblée législative de la Colombie-Britannique construit dans les années 1890.

## Démographie
| 1871  | 1881  | 1891   | 1901   | 1911   | 1921   | 1931   | 1941   | 1951   |
| ----- | ----- | ------ | ------ | ------ | ------ | ------ | ------ | ------ |
| 3 270 | 5 925 | 16 841 | 20 816 | 31 660 | 38 727 | 39 082 | 42 907 | 51 331 |

| 1961   | 1971   | 1981   | 1991   | 2001   | 2006   | 2011   | 2016   | 2021   |
| ------ | ------ | ------ | ------ | ------ | ------ | ------ | ------ | ------ |
| 54 941 | 61 761 | 64 379 | 71 228 | 74 125 | 78 057 | 80 017 | 85 792 | 91 867 |

## Climat
Grâce à son climat entre océanique et sous-méditerranéen, la cité se vante d'avoir le climat le plus doux du Canada ; les fleurs s'y épanouissant tout au long de l’année. Il y a une moyenne de 2 183 heures d’ensoleillement par an, huit mois sans gel et Victoria reçoit moitié moins de pluie que sa voisine Vancouver. Les hivers sont généralement cléments, assez doux pour jouer au golf et se promener au bord de la mer. Les étés sont agréablement chauds avec des brises de mer fraîches.
| Données climatiques moyennes (1971-2000) à la station météo de l'aéroport international de Victoria | Données climatiques moyennes (1971-2000) à la station météo de l'aéroport international de Victoria | Données climatiques moyennes (1971-2000) à la station météo de l'aéroport international de Victoria | Données climatiques moyennes (1971-2000) à la station météo de l'aéroport international de Victoria | Données climatiques moyennes (1971-2000) à la station météo de l'aéroport international de Victoria | Données climatiques moyennes (1971-2000) à la station météo de l'aéroport international de Victoria | Données climatiques moyennes (1971-2000) à la station météo de l'aéroport international de Victoria | Données climatiques moyennes (1971-2000) à la station météo de l'aéroport international de Victoria | Données climatiques moyennes (1971-2000) à la station météo de l'aéroport international de Victoria | Données climatiques moyennes (1971-2000) à la station météo de l'aéroport international de Victoria | Données climatiques moyennes (1971-2000) à la station météo de l'aéroport international de Victoria | Données climatiques moyennes (1971-2000) à la station météo de l'aéroport international de Victoria | Données climatiques moyennes (1971-2000) à la station météo de l'aéroport international de Victoria | Données climatiques moyennes (1971-2000) à la station météo de l'aéroport international de Victoria | Données climatiques moyennes (1971-2000) à la station météo de l'aéroport international de Victoria |
| Grandeur mesurée                                                                                    | Grandeur mesurée                                                                                    | Janv                                                                                                | Fév                                                                                                 | Mars                                                                                                | Avril                                                                                               | Mai                                                                                                 | Juin                                                                                                | Juil                                                                                                | Août                                                                                                | Sept                                                                                                | Oct                                                                                                 | Nov                                                                                                 | Déc                                                                                                 | Année                                                                                               |
| --------------------------------------------------------------------------------------------------- | --------------------------------------------------------------------------------------------------- | --------------------------------------------------------------------------------------------------- | --------------------------------------------------------------------------------------------------- | --------------------------------------------------------------------------------------------------- | --------------------------------------------------------------------------------------------------- | --------------------------------------------------------------------------------------------------- | --------------------------------------------------------------------------------------------------- | --------------------------------------------------------------------------------------------------- | --------------------------------------------------------------------------------------------------- | --------------------------------------------------------------------------------------------------- | --------------------------------------------------------------------------------------------------- | --------------------------------------------------------------------------------------------------- | --------------------------------------------------------------------------------------------------- | --------------------------------------------------------------------------------------------------- |
| Température (°C)                                                                                    | moyenne                                                                                             | 3,8                                                                                                 | 4,9                                                                                                 | 6,4                                                                                                 | 8,8                                                                                                 | 11,8                                                                                                | 14,4                                                                                                | 16,4                                                                                                | 16,4                                                                                                | 14                                                                                                  | 9,8                                                                                                 | 6,1                                                                                                 | 4                                                                                                   | 9,7                                                                                                 |
| Température (°C)                                                                                    | min. moyenne                                                                                        | 0,7                                                                                                 | 1,4                                                                                                 | 2,3                                                                                                 | 4,1                                                                                                 | 6,9                                                                                                 | 9,3                                                                                                 | 10,8                                                                                                | 10,8                                                                                                | 8,4                                                                                                 | 5,3                                                                                                 | 2,7                                                                                                 | 1                                                                                                   | 5,3                                                                                                 |
| Température (°C)                                                                                    | max. moyenne                                                                                        | 6,9                                                                                                 | 8,4                                                                                                 | 10,5                                                                                                | 13,4                                                                                                | 16,6                                                                                                | 19,3                                                                                                | 21,9                                                                                                | 22                                                                                                  | 19,4                                                                                                | 14,2                                                                                                | 9,5                                                                                                 | 6,9                                                                                                 | 14,1                                                                                                |
| Précipitations                                                                                      | Pluie (mm)                                                                                          | 121,8                                                                                               | 98,8                                                                                                | 75,8                                                                                                | 44,5                                                                                                | 36,5                                                                                                | 32                                                                                                  | 19,5                                                                                                | 23,9                                                                                                | 30,4                                                                                                | 75,6                                                                                                | 144,4                                                                                               | 138,3                                                                                               | 841,4                                                                                               |
| Précipitations                                                                                      | Neige (cm)                                                                                          | 15,2                                                                                                | 9                                                                                                   | 2,4                                                                                                 | 0                                                                                                   | 0                                                                                                   | 0                                                                                                   | 0                                                                                                   | 0                                                                                                   | 0                                                                                                   | 0,2                                                                                                 | 3,3                                                                                                 | 13,8                                                                                                | 43,8                                                                                                |
| Source : Archives climatiques nationales du Canada (Environnement Canada)                           | | | | | | | | | | | | | | |

| Mois                                  | jan.       | fév.       | mars      | avril     | mai       | juin      | jui.     | août      | sep.      | oct.      | nov.       | déc.       | année           |
| ------------------------------------- | ---------- | ---------- | --------- | --------- | --------- | --------- | -------- | --------- | --------- | --------- | ---------- | ---------- | --------------- |
| Température minimale moyenne (°C)     | 3          | 3,7        | 4,5       | 6         | 8,2       | 10        | 11,3     | 11,7      | 10,7      | 7,9       | 5          | 3,2        | 7,1             |
| Température moyenne (°C)              | 5          | 6,2        | 7,6       | 9,6       | 12,1      | 14        | 15,5     | 15,9      | 14,6      | 10,9      | 7,2        | 5,2        | 10,3            |
| Température maximale moyenne (°C)     | 7          | 8,6        | 10,6      | 13,1      | 15,9      | 17,9      | 19,8     | 20,1      | 18,5      | 13,8      | 9,4        | 7,1        | 13,5            |
| Record de froid (°C) date du record   | −18,9 1893 | −12,8 1936 | −7,2 1955 | −2,2 1911 | 1,1 1899  | 3,9 1899  | 6,1 1899 | 4,4 1899  | 1,7 1908  | −2,8 1935 | −11,1 1955 | −15,6 1968 | −18,9 31/1/1893 |
| Record de chaleur (°C) date du record | 17,1 2005  | 17,4 1986  | 23,6 2004 | 27 1998   | 31,6 2005 | 39,8 2021 | 36 2007  | 33,4 2010 | 31,7 1944 | 25 1935   | 18,9 1949  | 15 1941    | 39,8 28/6/2021  |
| Ensoleillement (h)                    | 74,1       | 93,7       | 149,5     | 201,5     | 266,6     | 273,8     | 327,8    | 297,3     | 204,1     | 153,4     | 83,1       | 68,7       | 2 193,3         |
| Précipitations (mm)                   | 94,3       | 71,7       | 46,5      | 28,5      | 25,8      | 20,7      | 14       | 19,7      | 27,4      | 51,2      | 98,9       | 108,9      | 607,6           |
| dont neige (cm)                       | 9,7        | 3,5        | 1,1       | 0         | 0         | 0         | 0        | 0         | 0         | 0,1       | 4,1        | 7,8        | 26,3            |
| Nombre de jours avec précipitations   | 17         | 15,4       | 13,6      | 10,4      | 9         | 7,1       | 4,9      | 4,8       | 7,9       | 11,9      | 16,1       | 17,5       | 135,6           |
| Nombre de jours avec neige            | 2,6        | 1,7        | 0,7       | 0         | 0         | 0         | 0        | 0         | 0         | 0,1       | 0,8        | 1,9        | 7,8             |

| Diagramme climatique                                  |            |             |           |             |            |            |              |              |             |          |             |
| J                                                     | F          | M           | A         | M           | J          | J          | A            | S            | O           | N        | D           |
| 7394,3                                                | 8,63,771,7 | 10,64,546,5 | 13,1628,5 | 15,98,225,8 | 17,91020,7 | 19,811,314 | 20,111,719,7 | 18,510,727,4 | 13,87,951,2 | 9,4598,9 | 7,13,2108,9 |
| Moyennes : • Temp. maxi et mini °C • Précipitation mm |            |             |           |             |            |            |              |              |             |          |             |

| Mois                                  | jan.       | fév.      | mars      | avril     | mai       | juin      | jui.      | août      | sep.      | oct.      | nov.       | déc.       | année           |
| ------------------------------------- | ---------- | --------- | --------- | --------- | --------- | --------- | --------- | --------- | --------- | --------- | ---------- | ---------- | --------------- |
| Température minimale moyenne (°C)     | 1,5        | 1,3       | 2,6       | 4,3       | 7,2       | 9,8       | 11,3      | 11,1      | 8,6       | 5,7       | 3          | 1,1        | 5,6             |
| Température moyenne (°C)              | 4,6        | 5,1       | 6,8       | 9         | 12,1      | 14,9      | 16,9      | 16,8      | 14,2      | 10        | 6,4        | 4          | 10              |
| Température maximale moyenne (°C)     | 7,6        | 8,8       | 10,8      | 13,6      | 16,9      | 19,9      | 22,4      | 22,4      | 19,6      | 14,2      | 9,7        | 7          | 14,4            |
| Record de froid (°C) date du record   | −15,6 1950 | −15 1950  | −10 1989  | −3,9 1956 | −1,1 1954 | 2,1 1991  | 4,1 1979  | 4,4 1973  | −1,1 1972 | −4,4 1956 | −13,3 1955 | −14,4 1964 | −15,6 28/1/1950 |
| Record de chaleur (°C) date du record | 16,1 2005  | 18,3 1963 | 21,4 1994 | 26,3 1998 | 31,5 1983 | 39,4 2021 | 36,3 2007 | 34,4 1960 | 31,1 1944 | 27,6 1987 | 18,3 1975  | 16,1 1940  | 39,4 28/6/2021  |
| Ensoleillement (h)                    | 70,8       | 95,5      | 145,3     | 191,3     | 241,5     | 251,7     | 318,1     | 297,5     | 228,6     | 136,9     | 72,8       | 58,9       | 2 108,8         |
| Précipitations (mm)                   | 143,2      | 89,3      | 78,4      | 47,9      | 37,5      | 30,6      | 17,9      | 23,8      | 31,1      | 88,1      | 152,6      | 142,5      | 882,9           |
| dont neige (cm)                       | 10,9       | 6,3       | 3,4       | 0,4       | 0         | 0         | 0         | 0         | 0         | 0,2       | 4,7        | 13,7       | 39,7            |
| Nombre de jours avec précipitations   | 18,6       | 14,9      | 16,7      | 13,3      | 12        | 9,5       | 5,3       | 5,2       | 7,6       | 14        | 18,7       | 17,6       | 151,9           |
| Humidité relative (%)                 | 78,2       | 70,1      | 66        | 60,3      | 59,5      | 57,5      | 55,9      | 56,7      | 60        | 69,3      | 77,4       | 79,4       | 65,8            |
| Nombre de jours avec neige            | 2          | 1,7       | 0,9       | 0,1       | 0         | 0         | 0         | 0         | 0         | 0         | 1          | 2,2        | 8               |

| Diagramme climatique                                  |            |             |             |             |             |              |              |             |             |           |           |
| J                                                     | F          | M           | A           | M           | J           | J            | A            | S           | O           | N         | D         |
| 7,61,5143,2                                           | 8,81,389,3 | 10,82,678,4 | 13,64,347,9 | 16,97,237,5 | 19,99,830,6 | 22,411,317,9 | 22,411,123,8 | 19,68,631,1 | 14,25,788,1 | 9,73152,6 | 71,1142,5 |
| Moyennes : • Temp. maxi et mini °C • Précipitation mm |            |             |             |             |             |              |              |             |             |           |           |

## Politique et administration
Le conseil municipal de la ville de Victoria est composé du maire et de huit conseillers élus pour un mandat de quatre ans.
Marianne Alto est maire depuis le 3 novembre 2022.

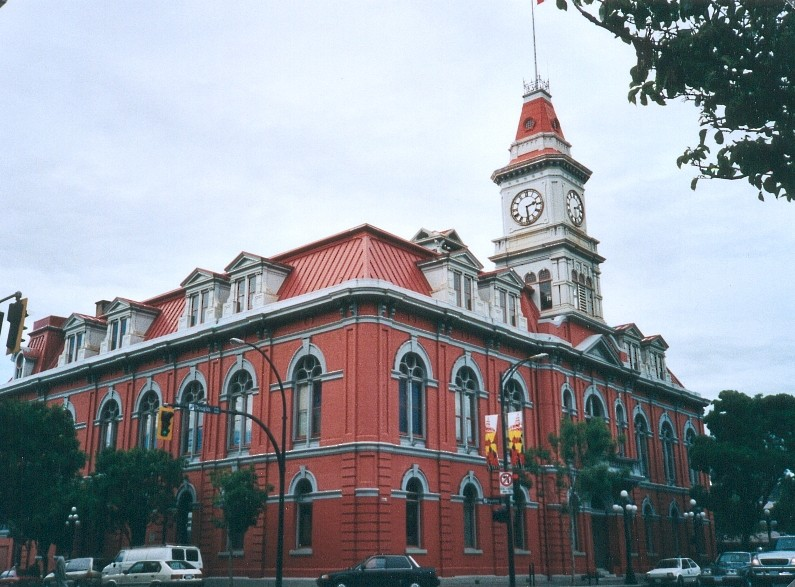
Hôtel de ville de Victoria.

## Économie

### Budget
Pour 2017, le budget d’exploitation de la ville de Victoria est de 224,5 millions de dollars et le budget d’immobilisation est de 51 millions de dollars.

### Chambre de commerce
La chambre de commerce du Grand Victoria (The Greater Victoria Chamber of Commerce) a été fondée un an après la création de la ville, soit en 1863. Depuis, la chambre occupe une place majeure dans le développement de la ville.
La chambre regroupe plus de 1 500 membres. Elle est la deuxième plus grande chambre de la province de la Colombie-Britannique. Sa mission est d'être une ressource de soutien pour les gens d'affaires,.

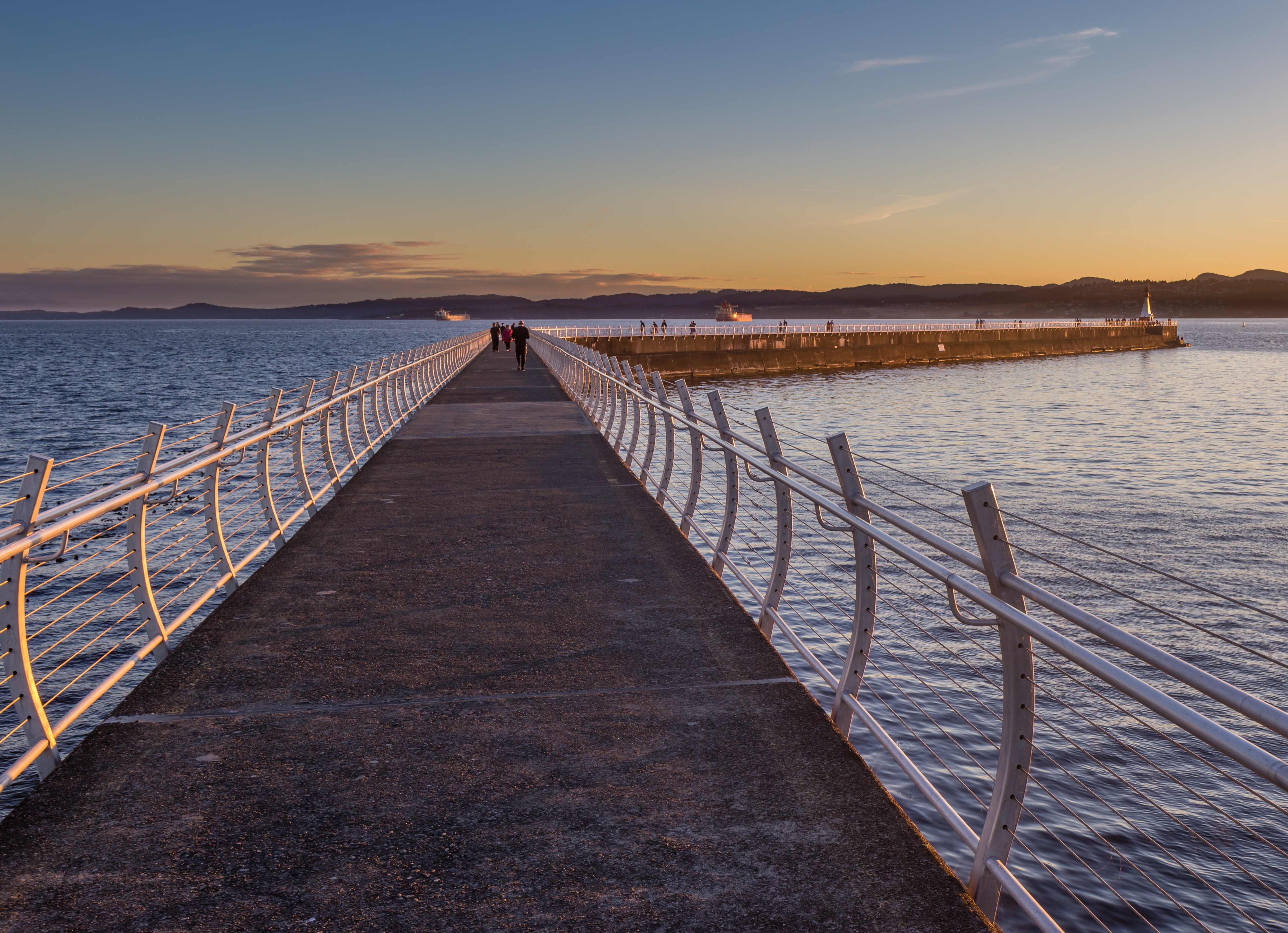
Le brise-lames de Ogden Point dans le port de Victoria. (Juillet 2018).

### Le port de Victoria
Le port de Victoria est un lieu de grande activité. On y voit notamment évoluer, des :
- transbordeurs internationaux
- remorqueurs de commerce et leurs chalands
- flottes de pêche
- transbordeurs de port et des bateaux-taxis
- navires d’observation des baleines
- hydravions
- et de nombreuses embarcations de plaisance motorisées et d’autres non motorisées telles que les kayaks et les sculls.

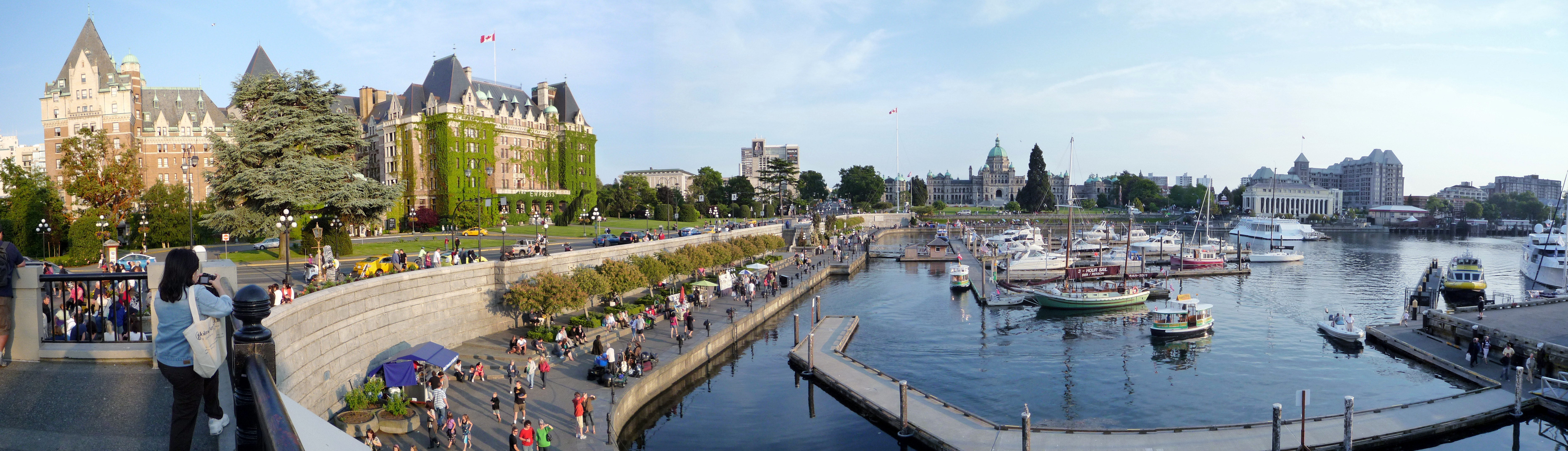
Le port de Victoria en 2009.

## Jumelages
- Khabarovsk (Russie)
- Napier (Nouvelle-Zélande)
- Morioka (Japon)
- Suzhou (Chine)

## Sports

### Équipes actuelles

Logo de l'équipe de Hockey sur glace des Royals de Victoria.

| Équipe                  | Sport             | Ligue | Stade                         | Création | Titres |
| ----------------------- | ----------------- | ----- | ----------------------------- | -------- | ------ |
| Pacific FC              | Soccer            | PLC   | Stade Starlight               | 2018     | 1      |
| Royals de Victoria      | Hockey sur glace  | LHOu  | Save-on-Foods Memorial Centre | 2011     | 0      |
| HarbourCats de Victoria | Baseball          | WCL   | Royal Athletic Park           | 2012     | 0      |
| Shamrocks de Victoria   | Crosse en enclos  | WLA   | The Q Centre                  | 1950     | 9      |
| Grizzlies de Victoria   | Hockey sur glace  | BCHL  | The Q Centre                  | 1994     | 1      |
| Rebels de Westshore     | Football canadien | CJFL  | Westhills Stadium             | 1971     | 0      |
| Highlanders de Victoria | Soccer            | L1BC  | Centennial Stadium            | 2008     | 0      |
| Eves of Destruction     | Roller derby      | WFTDA | Archie Browning Sports Centre | 2006     | 0      |

### Équipes dissoutes
| Équipe                   | Sport            | Ligue | Stade                         | Création | Disparition | Titres |
| ------------------------ | ---------------- | ----- | ----------------------------- | -------- | ----------- | ------ |
| Capitals de Victoria     | Hockey sur glace | CBL   | Royal Athletic Park           | 2003     | 2004        | 0      |
| Cougars de Victoria      | Hockey sur glace | LHOu  | Victoria Memorial Arena       | 1971     | 1994        | 0      |
| Vistas de Victoria       | Soccer           | LCS   | Royal Athletic Park           | 1989     | 1990        | 0      |
| Seals de Victoria        | Baseball         | GBL   | Royal Athletic Park           | 2008     | 2010        | 0      |
| Salmon Kings de Victoria | Hockey sur glace | ECHL  | Save-on-Foods Memorial Centre | 2004     | 2011        | 0      |
| Victoria United          | Soccer           | PCSL  | Royal Athletic Park           | 1904     | 2014        | 6      |

## Tourisme
Tourisme Victoria est l'office de tourisme officiel de la ville (Greater Victoria Visitors and Convention Bureau). L'office travaille avec plus de 950 entreprises et municipalités de la grande région de la ville de Victoria.
Parmi les attractions de la ville, on peut citer :
- Musée royal de la Colombie-Britannique
- Jardin Abkhazi
- Fisherman's Wharf
- Château Craigdarroch
- Fan Tan alley, la rue commerciale la plus étroite en Amérique du Nord.

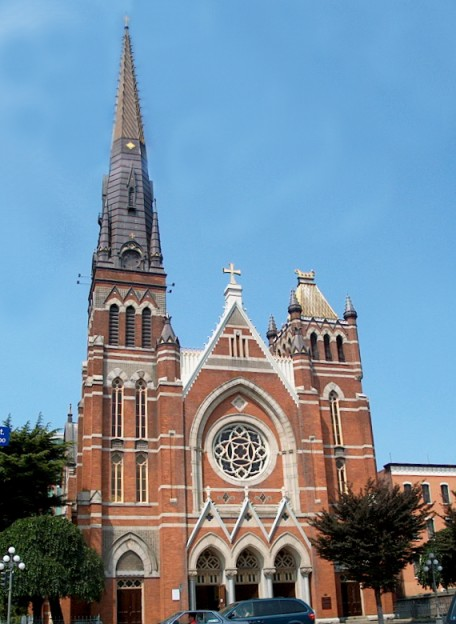
La cathédrale catholique romaine St Andrews Cathedral située à Victoria.

- Beacon Hill

## Religion
Selon les données officielles de Statistiques Canada de 2001, on peut répartir la population de la ville de Victoria selon les catégories suivantes,:
- Sans appartenance religieuse : 116 315
- Protestants : 115 275
- Catholiques : 48 025
- autres Chrétiens : 12 250
- Sikh : 3 470
- Bouddhistes : 3 315
- Chrétiens orthodoxes : 1 690
- Juifs : 1 550
- Musulmans : 1 230
- Religions orientales : 1 030
- Païens : 935
- Hindous : 760
- Spiritualité autochtone : 410
- Unité - Nouvelle Pensée - Panthéiste : 410
- Nouvel âge : 75
- Gnostique : 70
- Rasta : 65
- autres religions : 65
- Scientologie : 25
- Satanistes : 10

## Culture

### Bibliothèque
La Bibliothèque publique du Grand Victoria (Greater Victoria Public Library) est la bibliothèque publique qui dessert la ville de Victoria et sa région. Sa mission officielle est de développer la communauté, d'appuyer l'alphabétisation et l'apprentissage tout au long de la vie, en offrant un accès gratuit à l'information, à l'espace, aux outils et à l'expertise. 

Le réseau actuel de la Bibliothèque publique du Grand Victoria compte 11 succursales réparties dans la ville de Victoria et les villes qui forment la grande région de la ville de Victoria. Ce réseau comprend aussi le site Web de la bibliothèque. Le nombre total d'habitants qui jouissent de la bibliothèque s'élève actuellement à environ 300 000 personnes,.

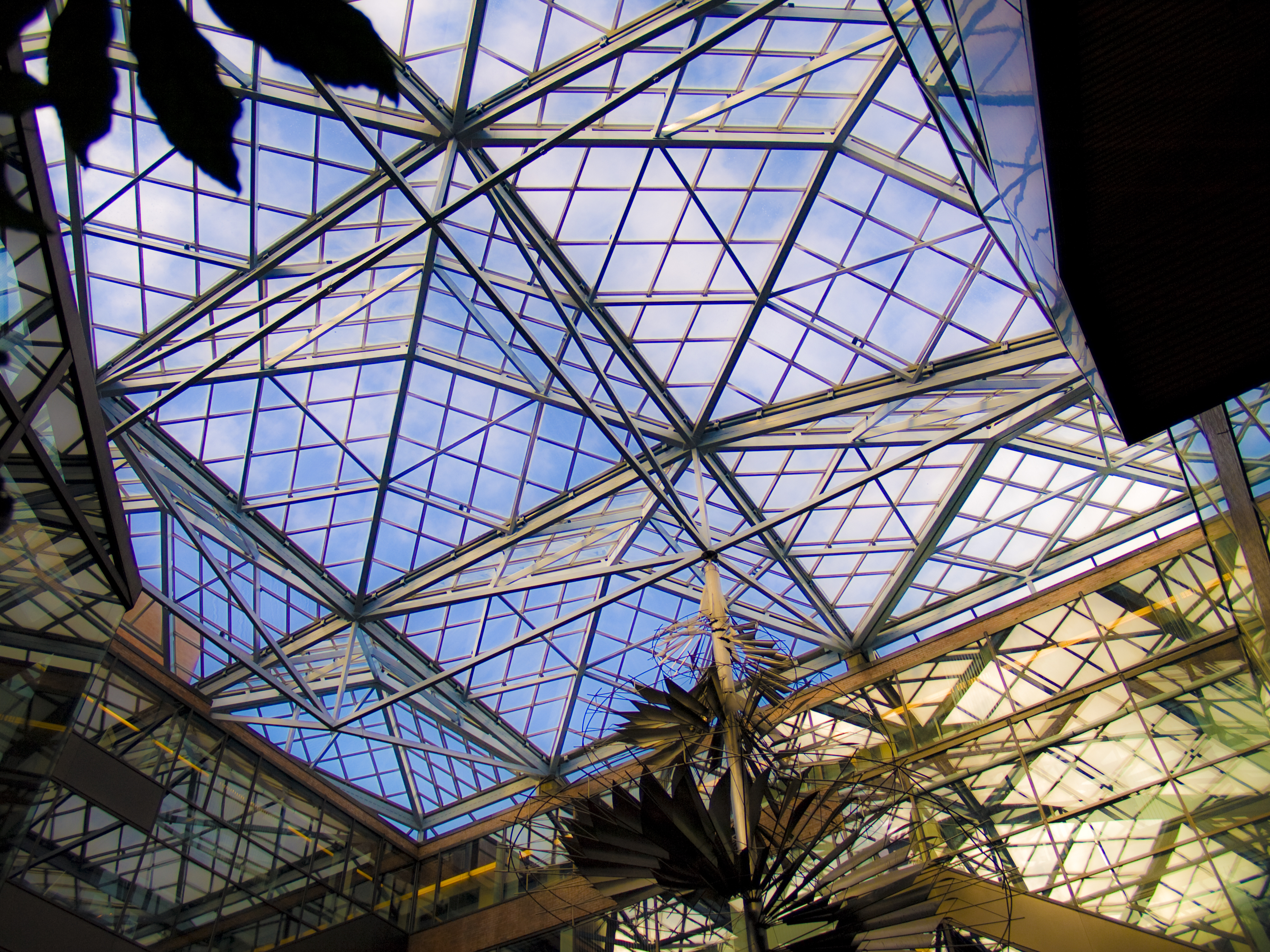
Le plafond de verre de la Bibliothèque publique du Grand Victoria. On y voit aussi une œuvre de George Norris.
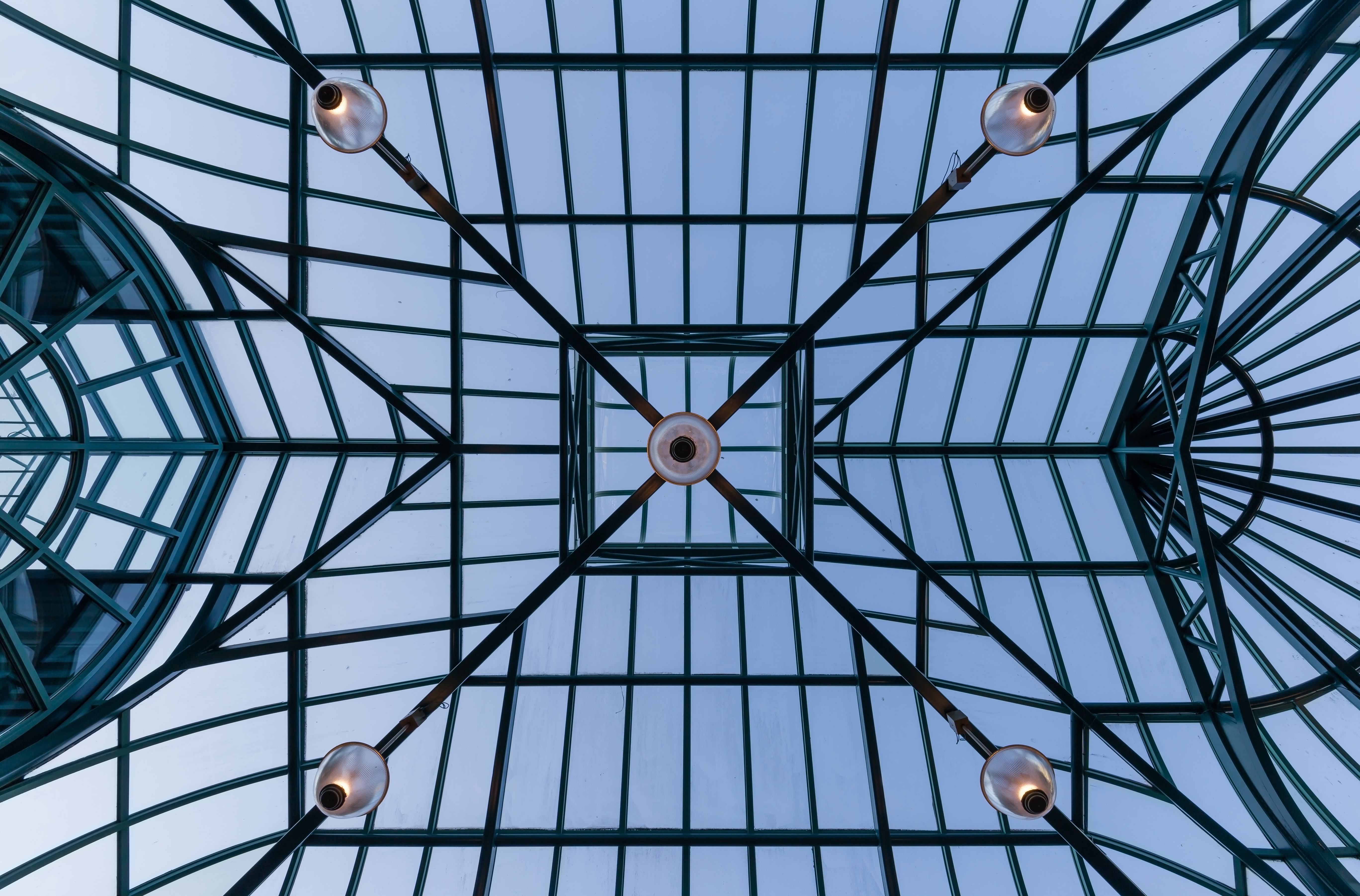
Le toit dans l'entrée du centre de conférence de Victoria, rue Douglas. (Juillet 2018).
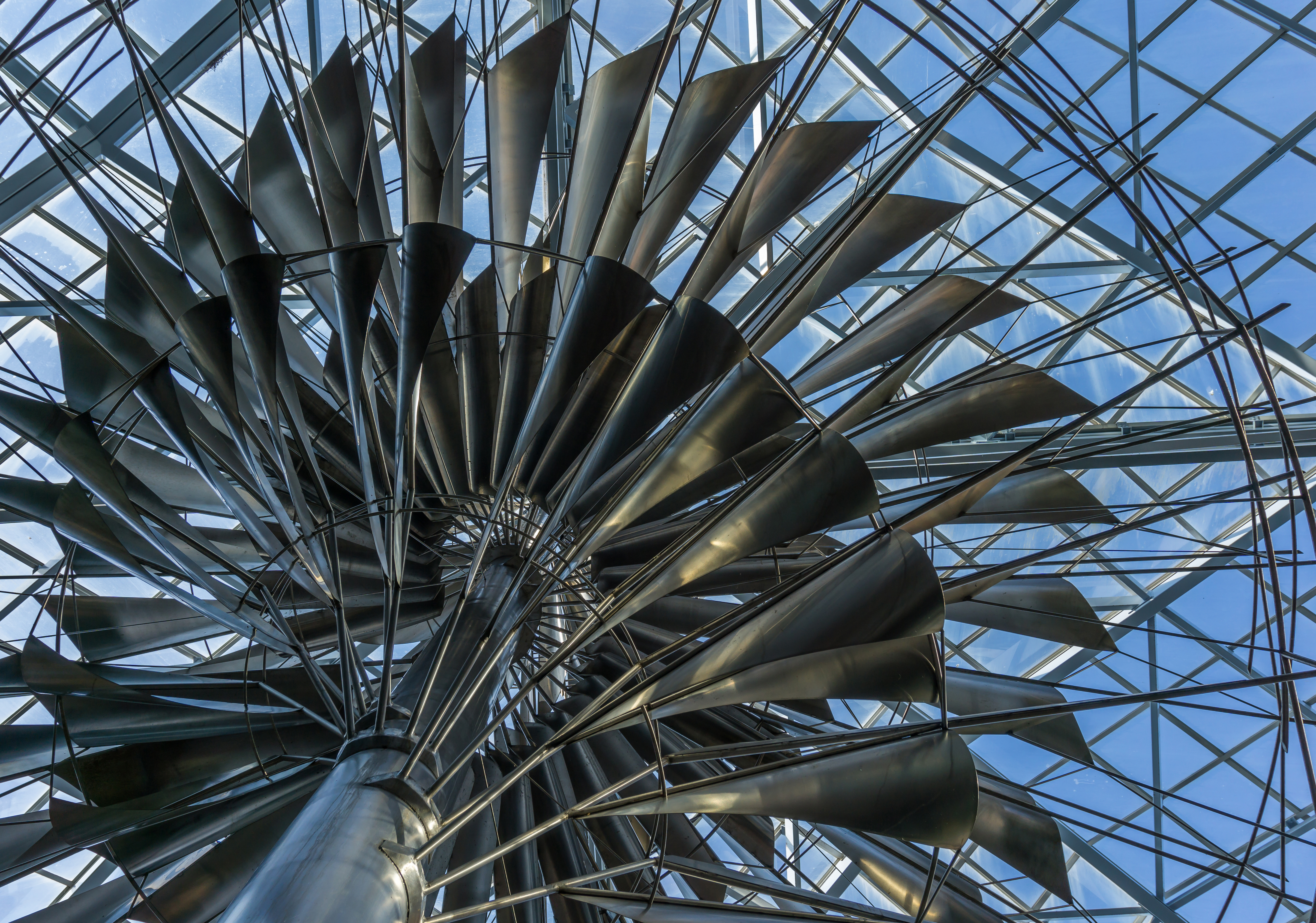
Détail d'une sculpture de George Norris dans la bibliothèque.
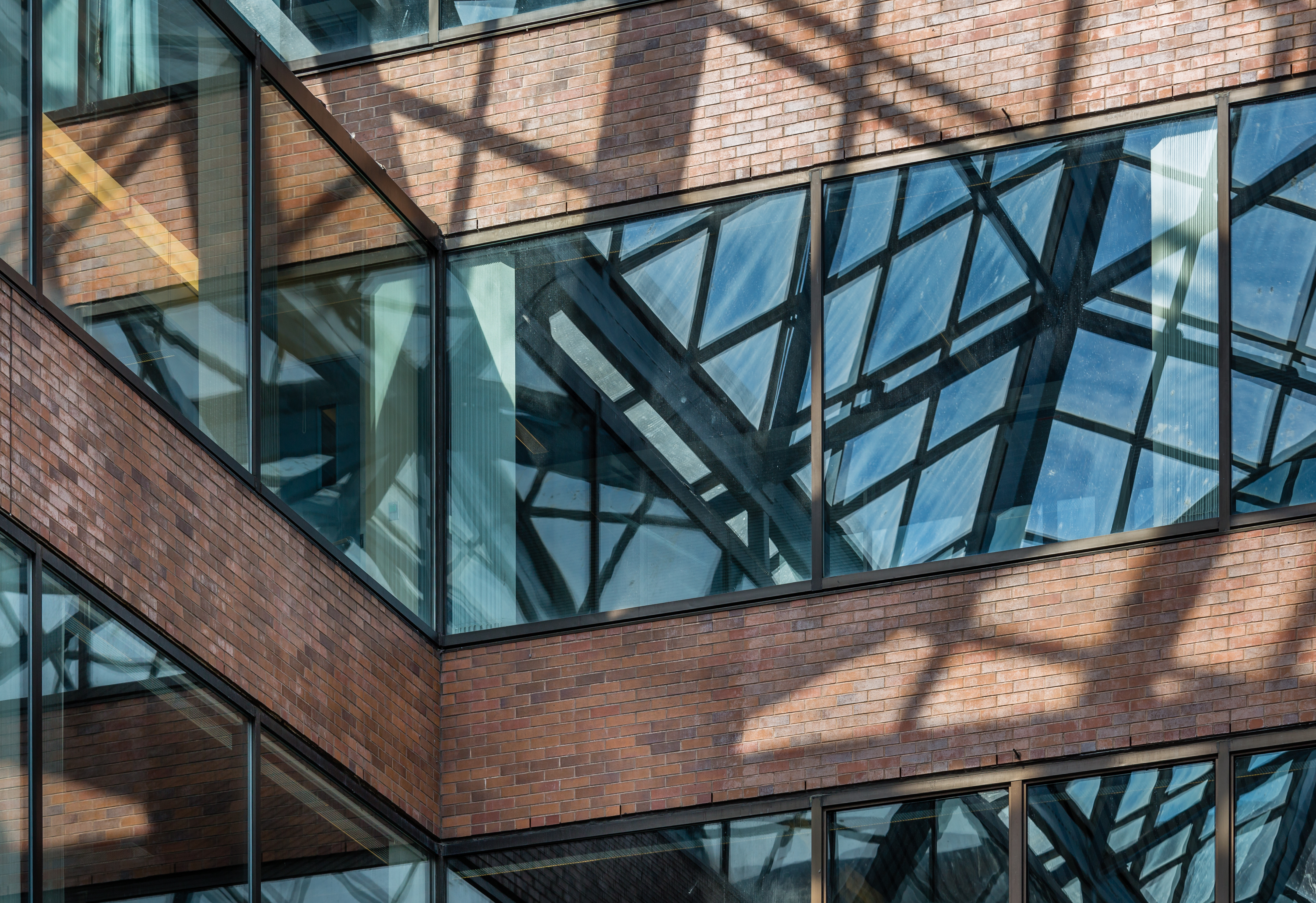
Coin de mur dans le foyer de la grande bibliothèque de Victoria.

## Personnalités liées à la cité
- Jamie Benn, joueur de hockey sur glace canadien, y est né ;
- Jordie Benn, joueur de hockey sur glace canadien, y est né ;
- Francis Napier Denison, astronome, météorologue et séismologue canadien qui y a passé la majorité de sa carrière ;
- Louise Edwards, astronome canadienne, y est née ;
- Nelly Furtado, chanteuse canado-portugaise, y est née ;
- Colleen Klein, femme du Premier ministre Ralph Klein, est née à Victoria en 1940.
- Peter John Leech (1826-1899), ingénieur, astronome et explorateur, y est mort ;
- Robert William Service, poète et écrivain, travailla à Victoria en 1904 à la Canadian Bank of Commerce.
- Ryder Hesjedal, coureur cycliste canadien, vainqueur du Giro d'Italia en 2012.
- Peter Wilkinson, prélat anglican canadien converti au catholicisme.
- Janet Rogers, poète d’ascendance Mohawk et Tuscarora, a été Poète officiel de Victoria entre 2012 et 2014.
- Meghan Ory, actrice canadienne, y est née.
- Louise Edwards (1978-),  astronome canadienne, y est née.

## Galerie

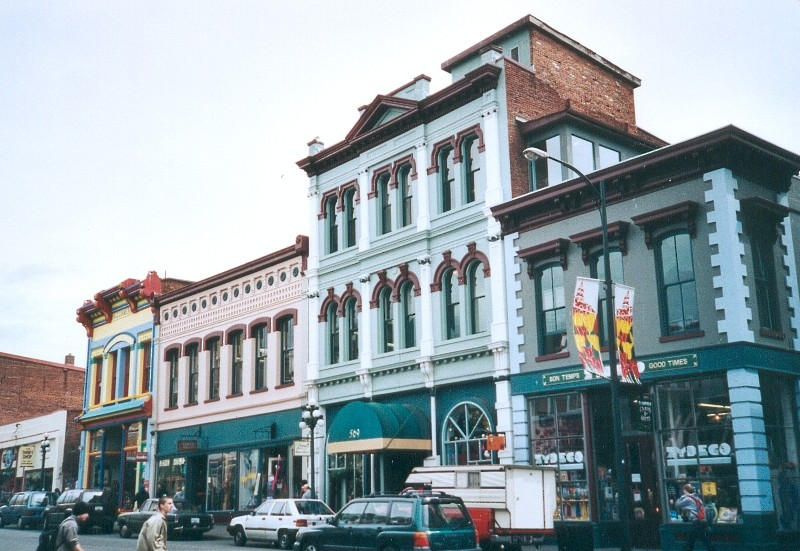
Centre-ville de Victoria.
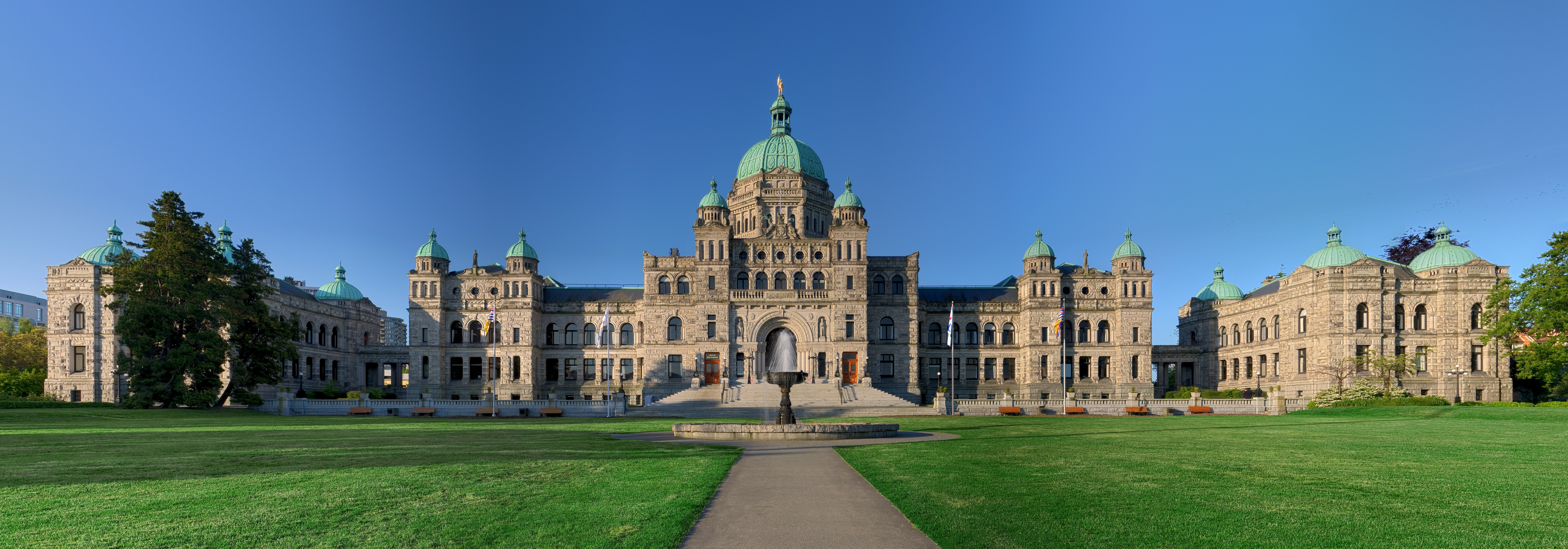
Le Parlement de Colombie-Britannique.
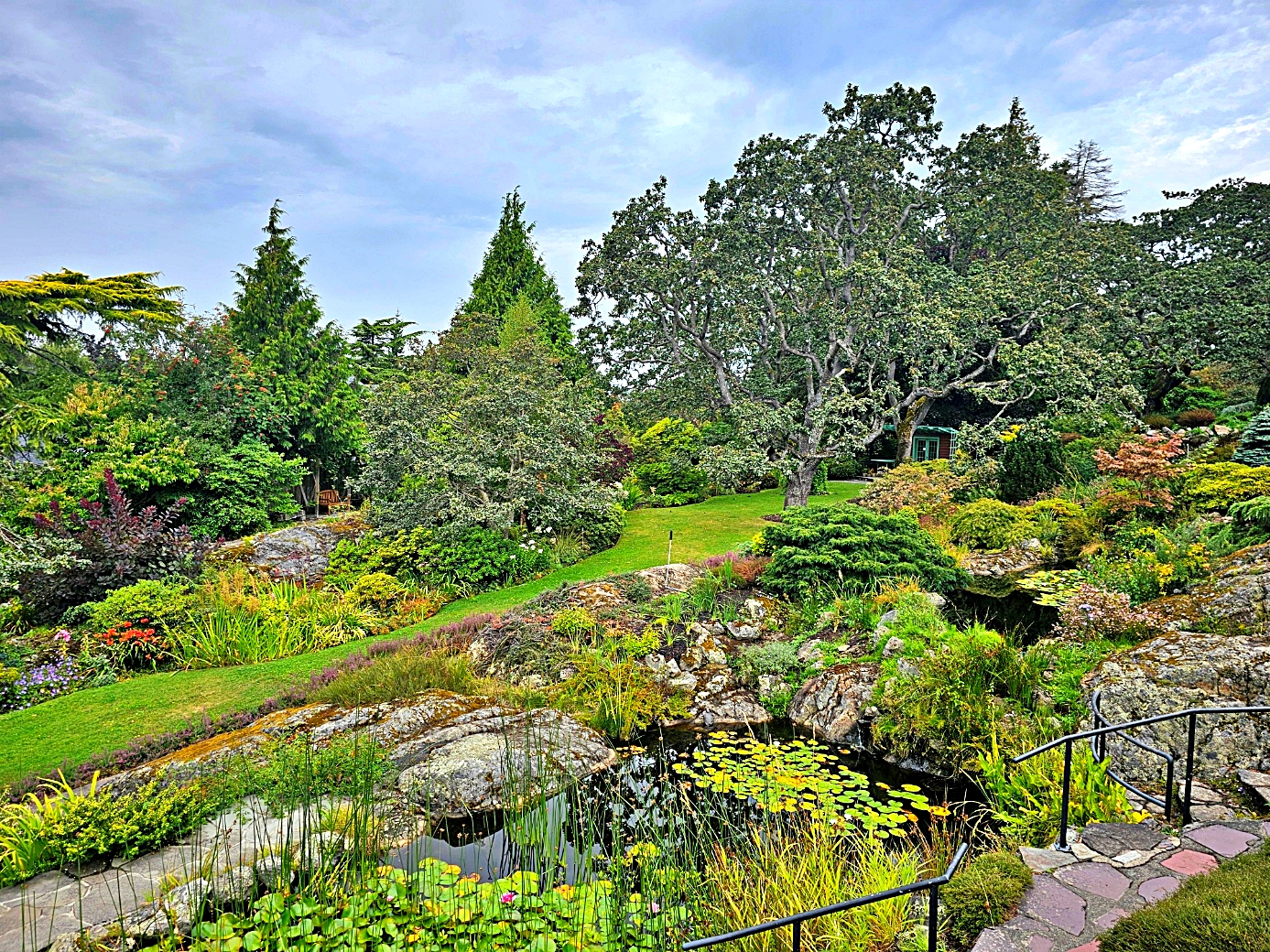
Jardin Abkhazi.
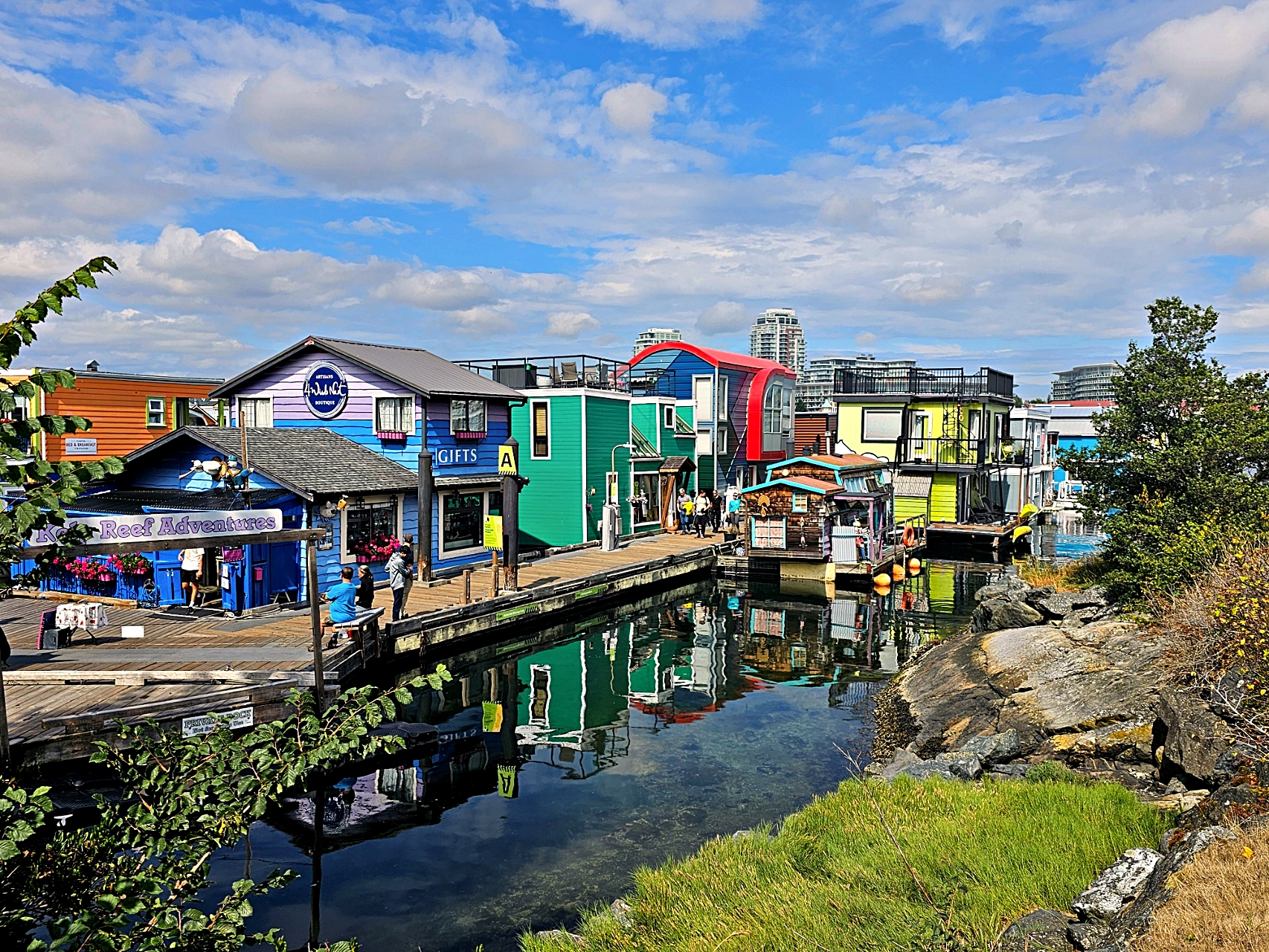
Fisherman's Wharf.